# Коробков, Полиевкт Иванович

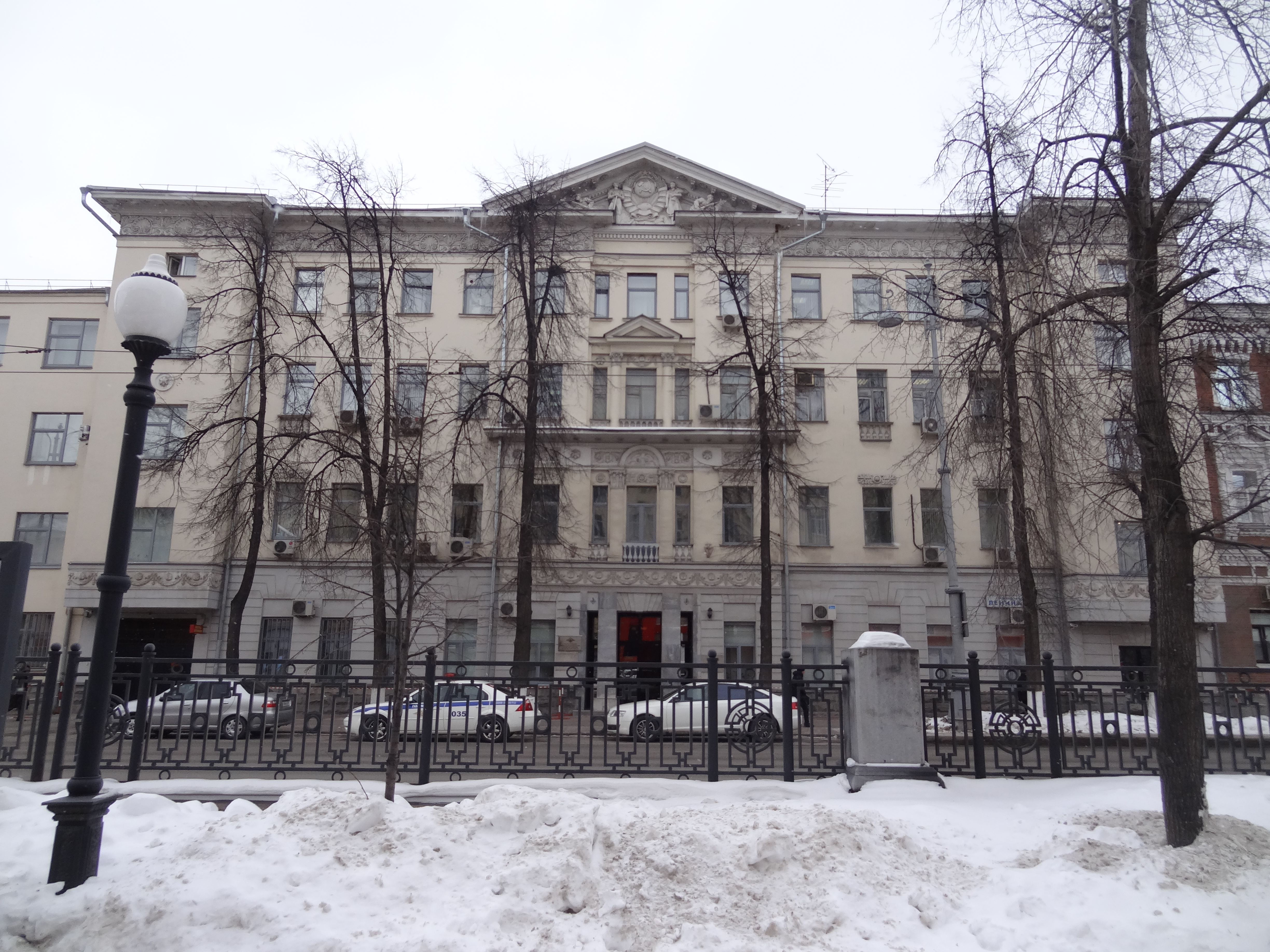
Дом купца Коробкова (первые два этажа)

Полиевкт Иванович Коробков (1808, Екатеринбург, Пермская губерния — не ранее 1865) — екатеринбургкий предприниматель из династии Коробковых, золотопромыленник. Младший брат Максима Ивановича Коробкова, купца и городского головы.

## Биография
Родился в семье купца И. И. Коробкова. До 1828 года жил в доме брата (ныне Ленина, 27).
В 1840-е годы построил себе особняк, ныне расположенный по адресу пр. Ленина, 17. Позднее этот особняк принадлежал Волжско-Камскому банку, после надстраивания третьего и четвёртого этаже в здании располагается ГУ МВД по Свердловской области.
Сооснователь золотодобывающей «Компании коллежского советника Асташева, купцов Коробкова и Толкачёва». Компании принадлежал самый большой в Сибири Великониколаевский золотой прииск в Нижнеудинском округе (на реке Хорма, притоке Бирюсы). Осенью 1841 года сезонные рабочие этого прииска отправились после расчёта через тайгу в населённые места, заблудились и погибли.
В мае 1842 года на прииске произошла стачка, около 2000 работников требовали лучших мест для старательской работы. Выступление было подавлено воинской командой.
Участвовал в постройке Первого городского театра Екатеринбурга в 1848 году.
В 1853 году вместе с А. Т. Рязановым, И. Я. Рязановым, А. Я. Рязановыми и И. К. Якушевым стал пайщиком компании по добыче золота в Оренбургской губернии.
В 1854 году Полиевкт Иванович разорился и был вынужден распродать своё имущество. Дом выкупил И. Я. Рязанов.

## Семья
Имел шесть детей. Старшая дочь вышла в 1856 году замуж за Африкана Егоровича Китаева, сына управляющего Верх-Исетским заводом Егора Артемьевича Китаева.